# برایان توس
برایان توس (انگلیسی: Brian Birch; ۱۸ نوامبر ۱۹۳۱ – ۱ ژانویهٔ ۲۰۱۹) بازیکن فوتبال اهل بریتانیا بود.
از باشگاه‌هایی که در آن بازی کرده‌است می‌توان به باشگاه فوتبال اولدهام اتلتیک، باشگاه فوتبال بارو، باشگاه فوتبال ولورهمپتون واندررز، باشگاه فوتبال لینکولن سیتی، باشگاه فوتبال اکستر سیتی، باشگاه فوتبال روچدیل، باشگاه فوتبال منچستر یونایتد، و باشگاه فوتبال بوستون یونایتد اشاره کرد.